# Edward Coremans
Andries Eduardus (Edward) Coremans (Antwerpen, 1 februari 1835 – aldaar, 2 november 1910) was een Belgisch politicus voor de Meetingpartij.  

## Levensloop
Coremans, zoon van een welstellende timmerman, volgde humaniora bij de Antwerpse Jezuïeten en daarna aan het Antwerpse Atheneum. In 1859 promoveerde hij tot doctor in de klassieke filologie aan de Universiteit Luik. Na zijn studies werd hij van 1860 tot 1862 leraar van het Rijksuniversitair Centrum in Antwerpen. In 1861 werd hij doctor in de rechten aan de ULB. Hij liet zich daarna in 1863 als advocaat inschrijven aan de Antwerpse Balie.
Bij de oprichting van de Nederduitsche Bond werd Coremans in 1861 als secretaris verkozen, waarna hij in 1865 voorzitter werd. In 1868 werd hij ook actief bij de Union Libérale, die een van de pijlers van de Meetingpartij vormde.
Voor de Meetingpartij was Coremans van 1864 tot 1868 provincieraadslid van Antwerpen, van 1866 tot 1872 en van 1895 tot 1910 gemeenteraadslid van Antwerpen en van 1868 tot 1910 lid van de Kamer van volksvertegenwoordigers. In deze hoedanigheid was hij de eerste die in de Belgische Kamer van volksvertegenwoordigers een rede in het Nederlands uitsprak; dat was op 27 november 1888, voor het eerst in 57 jaar.  
Coremans lag aan de basis van verschillende taalwetten, over de strafrechtspleging (1873 en 1891), over het middelbaar onderwijs (1883 en 1910) en over het hoger onderwijs (1910). Bovendien was hij van 1885 tot 1891 de eerste voorzitter van de Vlaamse Conferentie der Balie en werd hij in 1891 lid van de Koninklijke Vlaamse Academie voor Taal- en Letterkunde.
Aan het einde van zijn parlementaire loopbaan leed Coremans aan zware nierstoornissen en diabetes en was hij bijna blind, waardoor hij herhaaldelijk langdurig afwezig was in het parlement. In mei 1910, enkele maanden voor zijn overlijden, werd Coremans niet meer op de kandidatenlijst van de Meetingpartij, die intussen gewoon de Antwerpse afdeling van de Katholieke partij geworden was, geplaatst en vervangen door Frans Van Cauwelaert.
Hij werd begraven op het kerkhof Kiel. Later werd zijn stele overgebracht naar het Schoonselhof.
- Digitale Bibliotheek voor de Nederlandse Letteren: core001
- International Standard Name Identifier: 0000 0000 6665 6150
- Nederlandse Thesaurus van Auteursnamen: 067623506
- Virtual International Authority File: 15143213
- WorldCat: E39PBJd3RRXvQxC7vdPvCpDpfq